# Borij
Borij je kemični element, ki ima v periodnem sistemu simbol Bh in atomsko število 107.